# Лоскутов, Алексей Геннадьевич
Алексей Геннадьевич Лоскутов (латыш. Aleksejs Loskutovs, 22 августа 1962, Рига) — советский и латвийский юрист и политический деятель Латвии. Глава KNAB (бюро по предотвращению и борьбе с коррупцией в Латвии) с 27 мая 2004 года до 29 июня 2008 года. Присяжный адвокат. Депутат 10 Сейма Латвии от блока «Единство». член правления партии «Общество за другую политику». Доктор юридических наук, ассоциированный профессор Балтийского Русского института, Латвийской Академии полиции и Даугавпилсского университета. Ведущий криминолог Латвийского Центра криминологических исследований (1993—1997). Автор 40 научных публикаций на тему юриспруденции, автор нескольких учебных материалов по юриспруденции. С 2019 года депутат Европарламента (после того, как мандат сложили Артис Пабрикс и Кришьянис Кариньш).